# キミノココロ ボクノココロ
『キミノココロ ボクノココロ』は、みやうち沙矢による日本の漫画作品。講談社の月刊少女漫画雑誌『別冊フレンド』にて2003年3月号から不定期で連載されている作品。
セラピードッグを題材とした、心温まるハートフルストーリー。

## あらすじ
保健所で殺処分3日前にドッグセラピストの上総に救われ、セラピードッグとなったアスカ。そして初めての慰問先で出会ったのは生きる気力を失った少女、里乃だった。
上総は慰問の度に里乃の心を開こうと努力するが、アスカの足の怪我の原因が彼女と知り逆上する。それが彼女の神経を逆撫でする結果になり、アスカに死よりも惨い出来事が襲い掛かる。

## 登場人物

### ハートレスキューSOUL to SOUL関連
成瀬 上総（なるせ かずさ）
高校卒業後、「SOUL to SOUL」のセラピストになった男性。18歳（#5で里乃とともに19歳となる）。
髪は灰色で全体的に無造作。左耳にピアスをしており、大阪弁 で話す。車の免許を所有しているがマイカーは所有していない。SOUL to SOUL所有のワンボックスカーを運転する事がある。アパートでエアデール・テリアのアスカと暮らしている。民間企業に就職している（業種・職種共に不明）。
手先がとても器用で、エアデール・テリアをデフォルメした慰問リュックを作ったり、事故で下半身不随になったアスカの為に車椅子を作った。性格は優しく、誰よりもアスカの事を一番に考えており、アスカが絡むと途端にブチ切れてしまうのが玉に瑕。里乃に好意を寄せているが、告白はしていない。
アスカ
雄のエアデール・テリア。推定3歳。上総のパートナードッグ。走る事が好き。アーくんと呼ばれている。
保健所で3日後に殺処分されてしまう運命だった所を上総に引き取られる。元の飼い主から虐待を受けて育ったため噛み付く癖があった（保健所に連れて来られた原因）。引き取られた直後は上総の腕に噛み付いたりしていた。セラピードッグとなった今では人に噛み付く事はない。
上総の初めての慰問先でのトラブルで下半身不随の事故に遭い獣医から安楽死を暗に勧められたが、アスカ自身が生きる事、歩く事、セラピー、何一つ諦めなかった事から上総手作りの車椅子でセラピードッグとして復帰する。
片桐 里乃（かたぎり りの）
「SOUL to SOUL」のセラピスト、兼、ファーストフード店で働くアルバイター。女性。18歳（#5で19歳となる）。
細身で、長い茶髪をよくツインテールにしている。高校2年生の時に付き合っていた同級生の彼氏と同棲する事を夢見ていたが、下見で訪れた不動産屋の所長と援助交際してしまう。「7回我慢したら一緒に住む部屋が借りられる。」と自分に言い聞かせ罪悪感と戦い交際していた。しかし、ラブホテルから出て行く所を同じクラスの女生徒（こちらも彼氏とホテルを利用する所）に見つかり、援助交際をしていた事が全校生徒に発覚してしまう。その後学校のイメージを保つ為に高校を自主退学に追い込まれる。
同級生に噂の格好の的にされ、母親に泣きつかれ、妹に「私まで後ろ指さされる」と憎まれ、彼氏には「汚い手で触るな。お前の顔なんて二度と見たくねえ」と罵られ振られる。全てを失った絶望感から当時暮らしていたマンション屋上から飛び降りるも、植え込みに着地し失敗。外傷は足の骨折だけで済んだが、心を閉ざし病院で1年間暮らす事となる。彼氏に罵られたトラウマから「汚い」等の言葉に怯えている。
歩けるようになってからは病院を退院し、アパートでウエスト・ハイランド・ホワイト・テリアの久遠（クオン）と一緒に暮らしている。上総に好意を寄せているが、前述の援助交際の件から引け目を感じており、告白はしていない。
久遠（クオン）
雌のウエスト・ハイランド・ホワイト・テリア。推定1歳半。里乃のパートナードッグ。クオン、クーちゃんと呼ばれている。
ボランティア主催の保健所収容犬の里親を探す会で里乃に引き取られる。
クオンとの絆を深める為の長期訓練中、里乃が家族（ほぼ絶縁状態）からの連絡で取り乱して訓練を一度放棄し、クオンは里乃に捨てられたと思い込み里乃に噛み付いたり部屋を散らかしたりしていたが、里乃の真剣な態度から訓練が再開する。
鈴の悪友に冷やかされていた里乃を守るために勇敢に飛びかかり（里乃が指示したわけではなくクオンの意思）その事がきっかけでクオンと意思疎通ができるようになり、正式にセラピードッグとしてデビューする。
芳枝さん（よしえさん）
上総の叔母。「おばちゃん」と呼ばれる事を極端に嫌がる。（外見も若い事から上総の両親のどちらかの叔母であることは明確である）。
独身でヘビースモーカー。「SOUL to SOUL」の創設者及び所長、兼、ドッグセラピスト。黒く長い髪をポニーテールにしている。身長は上総と同じ位で足も長い。不器用。
「SOUL to SOUL」を創設した理由は「犬を通じて人の心が癒されれば…」と思った為。
「SOUL to SOUL」のメンバーの中で唯一パートナードッグが分からない人物（セラピードッグの中でミニチュア・ダックスフンドの飼い主だけ不明であることから芳枝さんのパートナードッグだと思われる）。
トリマーの女性
名前不明。「SOUL to SOUL」のセラピスト、兼、トリマー。
黒髪でストレートロング。前髪はぱっつんにしており、黒縁の眼鏡をかけている。パートナードッグは白のミニチュア・プードル。
セラピストの女性
名前不明。「SOUL to SOUL」のセラピスト。
茶髪でパーマをかけたミディアムロングの髪をツインテールにしている。パートナードッグはキャバリアだが、#1でミニチュア・ダックスフンド（イエロー）を抱きかかえているコマも存在する。
セラピストの男性
名前不明。「SOUL to SOUL」のセラピスト。上総と仲が良い。
パートナードッグはラブラドール・レトリバー（クリーム）。

### セラピーを受けた人々
草薙 尊（くさなぎ みこと）
名門難関中学に通う中学3年生。男性。15歳。#3から登場。
機能不全家族で家庭を顧みない父親によって母親の悲しい顔を見て育った一人っ子。一生懸命勉強して母親の望む難関中学に入学するも、入学してすぐの学力テストでは1番どころか真ん中がやっとで、気が付くと自分よりも成績の良い同級生には友達がいて、勉強ばかり励んでいた尊は友達の作り方を知らなかった。「同級生は何もできない俺を陰で笑ってる」とあらぬ妄想に取り付かれ家から一歩も出られなり1年半自室に引きこもる。
「自分が部屋に閉じこもっている事はよくない事」と理解してセラピーに来た里乃を拒否していたが次第に里乃に心を開く。その後、尊に断りなくセラピーを中断した母親と喧嘩し再び心を閉ざすが、里乃に諭され抱きしめてもらい、草薙家を出る事になる。一時は里乃とクオンと3人（厳密には2人と1匹）で暮らしていたが、現在は芳枝さんの家で同居している。学校帰りに「SOUL to SOUL」事務所に立ち寄って積極的にセラピードッグの散歩を手伝ったりしている。中学卒業後はドッグセラピストになる事を志望している。
波多野 奈々美（はたの ななみ）
公立高校に通う高校2年生（里乃の通っていた高校ではない）。両耳にピアスをしている女性。17歳。#4に登場。
募金活動している上総に一目惚れし「SOUL to SOUL」活動に参加する。しかしそれは上総に自分を良く思ってもらう為でドッグセラピーへの興味も、アスカも口実に使っただけだった。
一人っ子で人見知りだった為に子供の頃から友達の輪に入る事ができず、友達の作り方を知らず、友達が興味を持っているものを自分が身につけていれば友達ができると信じていたが、その度に裏切られてきた模様。孤独になる事を恐れ「誰でもいいから奈々を見て、側にいて」と願うあまり彼氏（タダシ）がいる身でありながら何股もかけたりしていた。
尚、アスカは奈々美に出会った時からこの心の奥の傷に気づいていた。
今は髪をショートに切り、彼氏と別れ、男友達全員と手を切り、思い出したように「SOUL to SOUL」に訪れアスカとクオンと遊ぶ。今度は犬みたいな人を彼氏にして調教する予定。
森川 郁（もりかわ いく）
彼氏の中林 荘太と結婚前提に同棲していた女性。左耳軟骨にピアスをした女性。20歳（#5の最後で21歳になる）。#5に登場。
入籍の当日の朝（郁の20歳の誕生日）に自分との約束よりミュージシャンのオーディションを優先した荘太と喧嘩し「死んじゃえ」と言い放ってしまう。数時間後、壮太は信号無視の車に撥ねられ他界してしまい、郁もその後を追うが失敗し、壮太の記憶だけ失う。
事故から半年後、病院を抜け出し街でストリートミュージシャンのライブを見た事によって壮太を思い出し精神的に危険な状態に陥るが、記憶の中の壮太が笑ってくれた事で、治療に前向きになり無事退院。
一周忌の後、2人で暮らしていたアパートで再び暮らし始める。

### その他の登場人物
平田先生（ひらたせんせい）
平田動物病院の院長。#1、#3に登場。
片桐 鈴（かたぎり すず）
里乃の2歳下の妹。高校1年生、16歳。女性。#1（里乃の回想）、#2に登場。
1年前に里乃が援助交際してしまった事で自分まで毎日代わる代わる知らない他人から「援助交際やってるの？」と聞かれたり、指をさされるようになり、姉を憎んでいる。荒んでしまってからはピアスを空けたり、髪を脱色したり（元は黒髪）、煙草を吸う、プチ家出を繰り返す、悪友と遊ぶ、不順異性交遊などをしている。
半ば強制ではあるが、上総に連れられ里乃がセラピー活動を行っている姿を見てアドバイスをするなど、心の奥では里乃を嫌いになりきれていない模様。
鈴の彼氏
名前、年齢共に不明。長身で顎ひげが特徴の黒髪の青年。#2に登場。
鈴がいる傍ら、里乃を口説いたりとかなり好色で、また、鈴の事は遊んでいる女性の1人としか見ていない様子。
尊の母親
茶髪でショートヘアの女性。主婦。
昼間は何かと家を空けたりしている。尊とは息子専用携帯を通じて会話したり、近所の人に尊を心配され、世間体と尊の将来を思う余りに「息子は他県の全寮制中学に転校した。」と言ってしまったりと、コミュニケーション全般において少し難がある様子。
尊が子供の頃は家庭を顧みない夫（尊の父親）と毎日喧嘩をして、その度に涙を流していた。
尊の父親
黒髪で清潔感のある短髪の男性。工場勤務。痩せ型の典型的な仕事人間。#3に登場。
息子への接し方が解らず、尊の事は全部妻に任せている。息子が引きこもってからは尊を「アレ」と呼んでいたり少々難がある様子。
尊が子供の頃は仕事をしょっちゅう変えたり、今以上に家庭を顧みなかったり、その事で妻（尊の母親）と毎日喧嘩をしていた。
奈々美の友人
高校で一緒に行動していた友人。3名いるが全員名前は不明。#4に登場。
3人がそれぞれ欲しがっている物や異性を奈々美は先に買ったり、告白してしまう事に嫌気がさしていた様子。
髪を縦ロールにしていた小柄な子が上総に一目惚れしていたが、奈々美が先にアプローチしてしまったため、諦めた。
タダシ（ただし）
奈々美の彼氏だった人物。茶髪でパーマをかけた髪が特徴。男性。#4に登場。
奈々美が何股も掛けている事を知っていた為に、自分も本命の女性と奈々美とで二股をかけていた。後に奈々美と別れている。
中林 荘太（なかばやし そうた）
故人。ミュージシャン志望のフリーター。森川 郁と結婚前提にアパートで同棲していた男性。20歳没。#5に登場。
入籍当日の朝（郁の20歳の誕生日）にオーディションを受けに行き、その帰りに急いで家に帰る途中、横断歩道を渡ろうとして信号無視の車に撥ねられ即死。
死してなお、傍で郁を見守っていた。郁とは中学生の頃から付き合っていた。
一周忌の後、荘太が1年前のあの日に録画したビデオレターと花束（生花）が荘太のミュージシャン仲間（実家が花屋）の手によって郁の手に届く。
性格は少し自信過剰気味なところがあるが、郁を誰よりも大事に考えている。
郁の母親
森川 郁の母親。#5に登場。主婦。郁と荘太の事は親公認だった為、荘太が亡くなった事をとても悔やんでいる。
荘太の母親
中林 荘太の母親。#5に登場。主婦。荘太が亡くなった日から郁が部屋に再び暮らし始めるまでの1年間、荘太と郁の部屋の家賃を払い続けていた。

## 掲載誌
#1　アスカ　1巻収録
別冊フレンド2004年3月号掲載
#2　クオン　1巻収録
別冊フレンド6月号増刊 別フレ2004掲載
#3　ミコト　2巻収録
別冊フレンド2004年10月号掲載
#4　ナナミ　2巻収録
別冊フレンド2005年3月号掲載
#5　イク　2巻収録
別冊フレンド2005年6月号　別フレViva掲載
#6　キミノココロボクノココロ～リノ～
掲載誌不明。アンソロジーコミック「この恋に一途です。」に収録されており、キミノココロボクノココロの実質最終回作品

## 刊行情報

### 単行本
講談社別冊フレンドBより現在2巻まで刊行されており、また2巻の最後には【3巻に続く】と書かれているが、前述のアンソロジーコミックに収録の「リノ」で実質最終回とされている。定価390円（税別、2005年9月当時）。
1. 2004年9月13日発売 [2]、ISBN 4-06-341401-9
2. 2005年9月13日発売 [2]、ISBN 4-06-341443-4